# Testimonianza
La testimonianza è uno dei mezzi di prova consistente nella dichiarazione resa da un soggetto su fatti dei quali abbia avuto conoscenza e che sono oggetto del giudizio in corso, ad esso ricollegabili o, comunque, rilevanti ai fini processuali.
Il soggetto che rende la dichiarazione è detto indifferentemente testimone o teste.
Il primo di questi due termini - testimone - può avere però anche un'altra accezione in ambito giuridico, denotando anche il soggetto che assiste alla formazione di un atto giuridico, ad esempio un atto pubblico, a scopo di futura prova (cosiddetto testimone ad actum o strumentale).

## Nel mondo

### Diritto italiano
Nel diritto italiano la testimonianza è un istituto processuale dei rami civile e penale: nel primo caso è prevista e disciplinata dagli artt. 2721 e ss. c.c. e 244 e ss. c.p.c.; nel secondo dagli artt. 194 e ss.c.p.p..
Testimoniare è un dovere e non una facoltà: non vi si può sottrarre senza incorrere in un'apposita sanzione. Esiste un insieme ristretto di reati per i quali la legge dispone l'obbligo di denuncia che è correlato all'obbligo di testimoniare la conoscenza di un fatto. La concreta possibilità di testimoniare è subordinata anche alla facoltà mnemoniche e allo stato di salute psico-fisica delle persone convocate a testimoniare.
La testimonianza di maggior valore probatorio e rilevanza nel procedimento penale è quella diretta, in particolare se di tipo oculare. La testimonianza indiretta è utilizzata in via residuale per sopraggiunta impossibilità a deporre da parte del teste ovvero per palesi, conclamate e autocontradditorie dichiarazioni rese dal teste stesso davanti ai giudici di legittimità. In quest'ultima casistica, la prova indiretta è adottata come fonte secondaria di un test probatorio teso a verificare l'ammissibilità e/o la veridicità di una prova diretta.

### Stati Uniti d'America
Il sub poena ad testificandum è una citazione che appresta una modalità di applicazione forzosa dell'obbligo di testimoniare, assistendolo con una sanzione. Si tratta di una formalità di esercizio del potere giudiziario che ebbe un diretto impatto nella storia degli Stati Uniti, il 20 ottobre 1973, durante il cosiddetto "massacro del sabato sera" consumatosi all'interno dell'amministrazione Nixon. Durante lo scandalo Watergate, il procuratore speciale Archibald Cox trasmise una citazione in giudizio al presidente Richard Nixon, che rifiutò di adempiervi; mentre attraverso il procuratore generale degli Stati Uniti, Robert Bork, il sub poena fu restituito al procuratore Cox, il procuratore generale e il vice procuratore generale degli Stati Uniti si dimettevano dopo aver rifiutato di licenziare Cox. Questo abuso di potere, reso noto, portò alla ripresa delle procedure di impeachment contro Nixon al Congresso.
In Italia, il reato di abuso d'ufficio è stato limitato a casi di gravi violazioni di leggi e regolamenti a seguito della riforma del luglio 2020.